# Sunol Water Temple
El Templo del agua de Sunol es un pequeño pabellón monumental estadounidense ubicado en el 505 de Paloma Way, en Sunol, California. Diseñado por Willis Polk, es un pabellón clásico de 59 pies de altura que se compone de doce columnas corintias de hormigón y vigas de hormigón que sostienen el techo cónico de madera y tejas. Dentro del templo, el agua originaria de los campos de pozos de Pleasanton y el arroyo de la Laguna fluía hacia una cisterna de baldosas blancas antes de sumergirse en un canal de agua más profundo que transportaba el agua desde las galerías y los filtros hasta el acueducto de Niles, en Niles Canyon, y a través de la bahía de San Francisco cerca del puente de Dumbarton. El interior de la techumbre que cubre la cisterna tiene pinturas que representan a doncellas nativas americanas cargando recipientes con agua. El templo está abierto al público de lunes a viernes de 9:00 a 15:00.[cita requerida]

## Historia

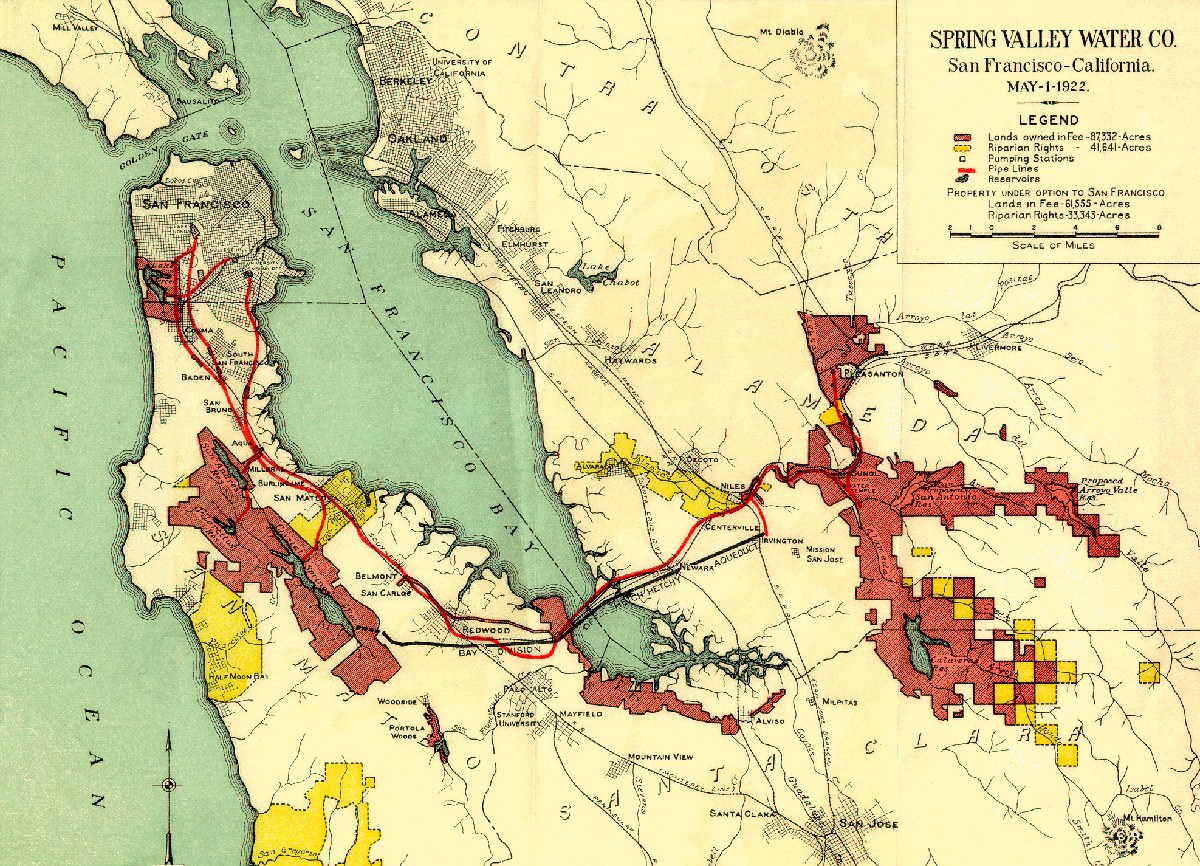
Mapa de 1922 que muestra la propiedad y las tuberías del SVWC, además del Templo Sunol.

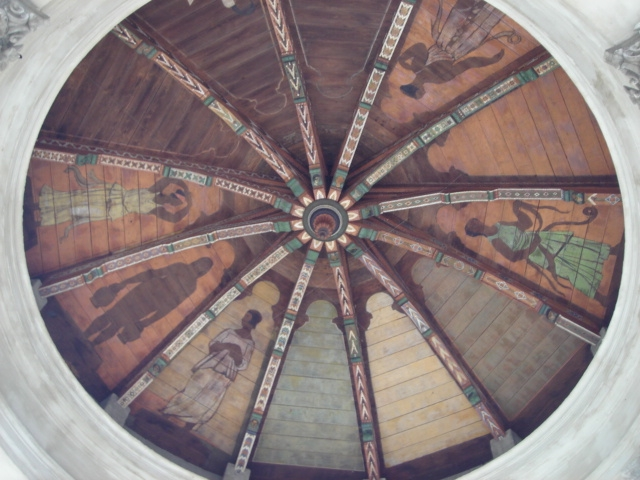
La cubierta restaurada del templo. Las secciones vacías nunca se completaron.

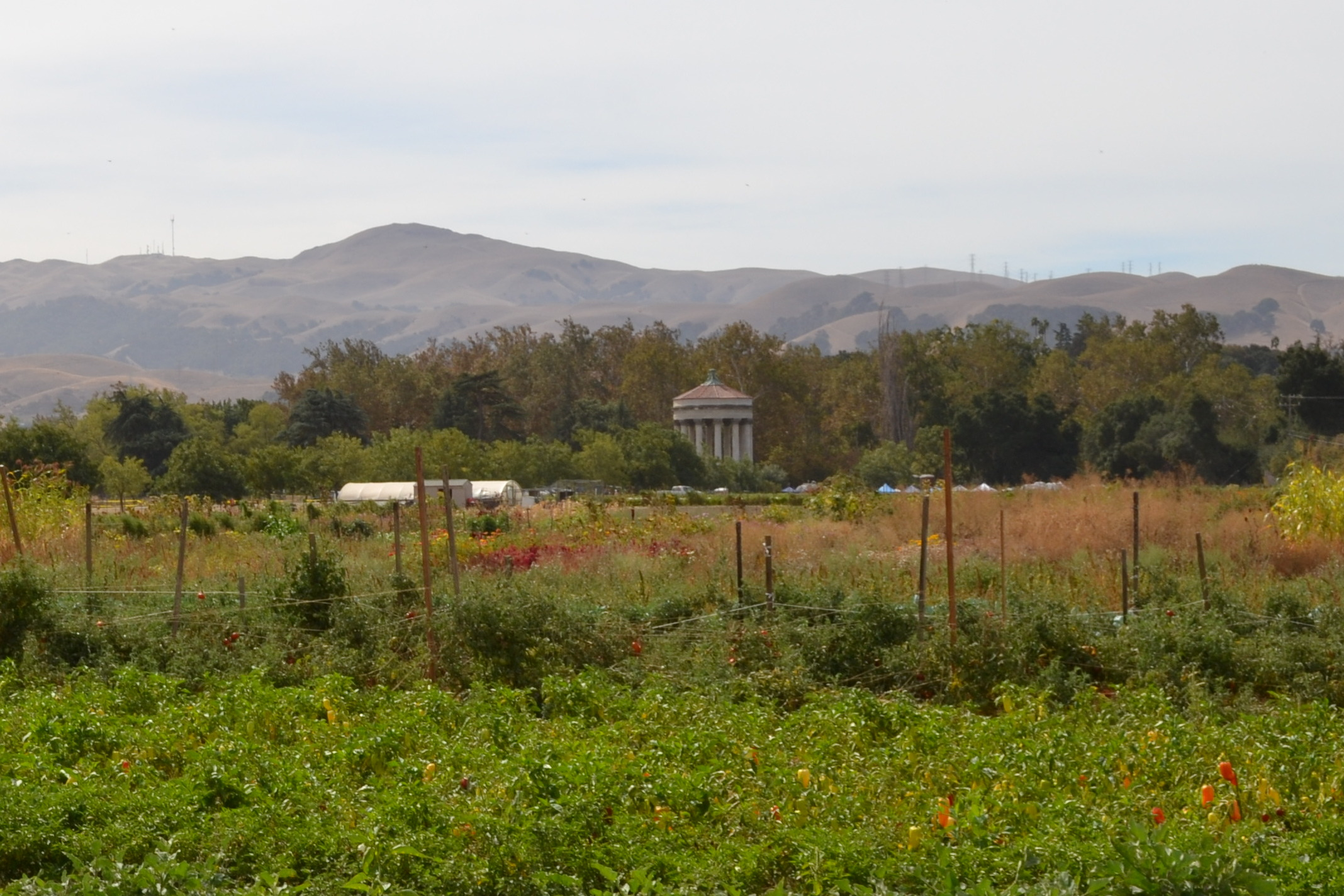
El templo y sus alrededores.

Desde mediados del siglo XIX, una empresa privada, Spring Valley Water Company (SVWC), era propietaria de gran parte de la cuenca de Alameda Creek y tenía el monopolio del servicio de agua a San Francisco. En 1906, William Bowers Bourn II, un importante accionista de la SVWC y propietario de la gigantesca mina de oro Empire, contrató a Willis Polk para diseñar un "templo de agua" en lo alto del lugar donde convergen tres fuentes de agua subterráneas (una tubería desde el arroyo de la Laguna; otra del arroyo Alameda, a través de las galerías de infiltración de Sunol; y la tercera, una tubería de 30 pulgadas desde el campo de pozos artesianos de Pleasanton). Algunas fuentes afirman que Bourn quería vender la compañía de agua a la ciudad de San Francisco y vio el templo como una forma de atraer a los votantes de San Francisco, quienes tendrían que aprobar la compra (los esfuerzos municipales para comprar la SVWC habían sido una fuente de controversia constante desde 1873, cuando el primer intento de compra fue rechazado por los votantes porque el precio era demasiado alto. Otras fuentes afirman que, nacido en la riqueza y con educación clásica, Bourn estaba parcialmente motivado por un sentido de responsabilidad cívica.
El diseño de Polk, inspirado en el antiguo templo de Vesta en Tivoli, Italia, fue construido en 1910 (Tivoli es el lugar donde muchas de las aguas que alimentaban a Roma convergían en las estribaciones de los Apeninos). Antes de la construcción del acueducto Hetch Hetchy, la mitad del suministro de agua de San Francisco (6 millones de galones al día) pasaba por el templo. El SVWC, incluido el templo, fue comprado por San Francisco en 1930 por $ 40 millones.
Durante décadas, el Templo recibió muchos visitantes y fue un lugar popular para los excursionistas. En la década de 1980,se había deteriorado mucho y sufrió graves daños en el terremoto de Loma Prieta en 1989, lo que llevó a algunos líderes comunitarios a pedir su demolición. El sitio se cerró al público por motivos de seguridad. El esfuerzo de la comunidad permitió la restauración del templo de 1997 a 2001, a un costo de $ 1.2 millones, incluidas mejoras sísmicas y de accesibilidad. Tras su restauración, el templo volvió a abrirse al público. Hoy en día, el agua que fluye por el templo no forma parte del suministro de agua potable.
Los campos adyacentes al templo pertenecen a la ciudad de San Francisco, que ha autorizado la excavación de una cantera de grava en el sitio. Los residentes locales preocupados por el futuro del templo entablaron una demanda para intentar bloquear el proyecto de la cantera, pero finalmente se quedaron sin fondos y abandonaron la demanda.
En junio de 2006, se abrió una nueva instalación llamada Sunol Agricultural Park en un sitio adyacente al templo. El parque ofrece espacio para que pequeñas empresas y grupos sin fines de lucro cultiven productos y fue originalmente un proyecto de una organización sin fines de lucro llamada Educación Agrícola Sostenible (SAGE). El parque sirve como plataforma para programas educativos y de servicio relacionados con la agricultura sostenible y la conservación del medio ambiente.

## Inscripción
Haré del desierto un estanque de agua y de la tierra seca manantiales de agua. [Isaiah 41:18] Los arroyos de los cuales alegrarán la ciudad. [Psalms 46:4] SVWC MCMX [Spring Valley Water Company 1910]
I will make the wilderness a pool of water and the dry lands springs of water. [Isaiah 41:18] The streams whereof shall make glad the city. [Psalms 46:4] S.V.W.C. MCMX [Spring Valley Water Company 1910]